# Draft NBA 1969
Il Draft NBA 1969 si è svolto il 7 aprile 1969 a New York ed è ricordato per la presenza di una leggenda del basket come Lew Alcindor, che cambiò successivamente il nome in Kareem Abdul-Jabbar. Grazie al suo apporto decisivo, i Milwaukee Bucks vinsero l'anno successivo il loro primo titolo NBA. Quarta scelta assoluta di quel draft fu Terry Driscoll, che anni dopo militò nella Virtus Bologna, prima da giocatore e poi da allenatore, vincendo complessivamente tre scudetti.

## Giocatori scelti al 1º giro
|           | = All-Star     |
|           | = Hall of Fame |
| Grassetto | = MVP          |

| Scelta | Giocatore           | Nazionalità | Squadra NBA            | Scuola/ex squadra |
| ------ | ------------------- | ----------- | ---------------------- | ----------------- |
| 1      | Lew Alcindor (C)    | Stati Uniti | Milwaukee Bucks        | UCLA              |
| 2      | Neal Walk (C)       | Stati Uniti | Phoenix Suns           | Florida           |
| 3      | Lucius Allen (G)    | Stati Uniti | Seattle SuperSonics    | UCLA              |
| 4      | Terry Driscoll (F)  | Stati Uniti | Detroit Pistons        | Boston College    |
| 5      | Larry Cannon (G)    | Stati Uniti | Chicago Bulls          | La Salle          |
| 6      | Bingo Smith (F)     | Stati Uniti | San Diego Rockets      | Tulsa             |
| 7      | Bob Portman (F)     | Stati Uniti | San Francisco Warriors | Creighton         |
| 8      | Herm Gilliam (G)    | Stati Uniti | Cincinnati Royals      | Purdue            |
| 9      | Jo Jo White (G)     | Stati Uniti | Boston Celtics         | Kansas            |
| 10     | Butch Beard (G)     | Stati Uniti | Atlanta Hawks          | Louisville        |
| 11     | John Warren (G)     | Stati Uniti | New York Knicks        | St. John's        |
| 12     | Willie McCarter (G) | Stati Uniti | Los Angeles Lakers     | Drake             |
| 13     | Bud Ogden (F)       | Stati Uniti | Philadelphia 76ers     | Santa Clara       |
| 14     | Mike Davis (G)      | Stati Uniti | Baltimore Bullets      | Virginia Union    |
| 15     | Rick Roberson (C)   | Stati Uniti | Los Angeles Lakers     | Cincinnati        |

## Giocatori scelti al 2º giro
| Scelta | Giocatore            | Nazionalità | Squadra NBA            | Scuola/ex squadra   |
| ------ | -------------------- | ----------- | ---------------------- | ------------------- |
| 16     | Simmie Hill (F)      | Stati Uniti | Chicago Bulls          | West Texas State    |
| 17     | Bob Greacen (F)      | Stati Uniti | Milwaukee Bucks        | Rutgers             |
| 18     | Ronald Taylor (C)    | Stati Uniti | Seattle SuperSonics    | Southern California |
| 19     | Willie Norwood (F)   | Stati Uniti | Detroit Pistons        | Alcorn A&M          |
| 20     | Ken Spain (C)        | Stati Uniti | Chicago Bulls          | Houston             |
| 21     | Bernie Williams (G)  | Stati Uniti | San Diego Rockets      | La Salle            |
| 22     | Ed Siudut (F)        | Stati Uniti | San Francisco Warriors | Holy Cross          |
| 23     | Johnny Baum (F)      | Stati Uniti | Chicago Bulls          | Temple              |
| 24     | Gene Williams (F)    | Stati Uniti | Phoenix Suns           | Kansas State        |
| 25     | Wally Anderzunas (C) | Stati Uniti | Atlanta Hawks          | Creighton           |
| 26     | Bill Bunting (F)     | Stati Uniti | New York Knicks        | North Carolina      |
| 27     | Dick Garrett (G)     | Stati Uniti | Los Angeles Lakers     | Southern Illinois   |
| 28     | Willie Taylor        | Stati Uniti | Philadelphia 76ers     | LeMoyne-Owen        |
| 29     | Willie Scott         | Stati Uniti | Baltimore Bullets      | Alabama State       |

## Giocatori scelti al 3º giro
| Scelta | Giocatore         | Nazionalità | Squadra NBA            | Scuola/ex squadra    |
| ------ | ----------------- | ----------- | ---------------------- | -------------------- |
| 30     | Floyd Kerr        | Stati Uniti | Phoenix Suns           | Colorado State       |
| 31     | Skeeter Swift     | Stati Uniti | Milwaukee Bucks        | East Tennessee State |
| 32     | Lee Winfield      | Stati Uniti | Seattle SuperSonics    | North Texas          |
| 33     | Lamar Green       | Stati Uniti | Phoenix Suns           | Morehead State       |
| 34     | Norm Van Lier     | Stati Uniti | Chicago Bulls          | Saint Francis        |
| 35     | Charles Bonaparte | Stati Uniti | San Diego Rockets      | Norfolk State        |
| 36     | Tom Hagan         | Stati Uniti | San Francisco Warriors | Vanderbilt           |
| 37     | Luther Rackley    | Stati Uniti | Cincinnati Royals      | Xavier (OH)          |
| 38     | Julius Keye       | Stati Uniti | Boston Celtics         | Alcorn State         |
| 39     | Lloyd Kerr        | Stati Uniti | Phoenix Suns           | Colorado State       |
| 40     | Eddie Mast        | Stati Uniti | New York Knicks        | Temple               |
| 41     | Luther Green      | Stati Uniti | Cincinnati Royals      | Long Island          |
| 42     | Mike Grosso       | Stati Uniti | Philadelphia 76ers     | Louisville           |
| 43     | Fred Carter       | Stati Uniti | Baltimore Bullets      | Mount St. Mary's     |

## Giocatori scelti nei giri successivi con presenze nella NBA o nella ABA
| Scelta | Giocatore        | Nazionalità | Squadra NBA            | Scuola/ex squadra      |
| ------ | ---------------- | ----------- | ---------------------- | ---------------------- |
| 44     | Dennis Stewart   | Stati Uniti | Phoenix Suns           | Michigan               |
| 45     | Bob Dandridge    | Stati Uniti | Milwaukee Bucks        | Norfolk State          |
| 46     | Butch Booker     | Stati Uniti | Seattle SuperSonics    | Cheyney State          |
| 51     | Ron Sanford      | Stati Uniti | Cincinnati Royals      | New Mexico             |
| 52     | Steve Kuberski   | Stati Uniti | Boston Celtics         | Bradley                |
| 54     | Elnardo Webster  | Stati Uniti | New York Knicks        | St. Peter's            |
| 56     | Dave Scholz      | Stati Uniti | Philadelphia 76ers     | Illinois               |
| 58     | Rich Jones       | Stati Uniti | Phoenix Suns           | Memphis State          |
| 61     | Steve Mix        | Stati Uniti | Detroit Pistons        | Toledo                 |
| 63     | Charles Hentz    | Stati Uniti | San Diego Rockets      | Arkansas-Pine Bluff    |
| 64     | Willie Wise      | Stati Uniti | San Francisco Warriors | Drake                  |
| 65     | Jake Ford        | Stati Uniti | Cincinnati Royals      | Maryland Eastern Shore |
| 66     | George Thompson  | Stati Uniti | Boston Celtics         | Marquette              |
| 68     | Gene Littles     | Stati Uniti | New York Knicks        | High Point             |
| 69     | Wil Jones        | Stati Uniti | Los Angeles Lakers     | Albany State           |
| 73     | John Arthurs     | Stati Uniti | Milwaukee Bucks        | Tulane                 |
| 76     | George Tinsley   | Stati Uniti | Chicago Bulls          | Kentucky Wesleyan      |
| 83     | Dick Grubar      | Stati Uniti | Los Angeles Lakers     | North Carolina         |
| 87     | Billy Keller     | Stati Uniti | Milwaukee Bucks        | Purdue                 |
| 88     | Greg Wittman     | Stati Uniti | Seattle SuperSonics    | Western Carolina       |
| 91     | Lynn Shackelford | Stati Uniti | San Diego Rockets      | UCLA                   |
| 103    | Bob Arnzen       | Stati Uniti | Detroit Pistons        | Notre Dame             |
| 109    | Bob Christian    | Stati Uniti | Atlanta Hawks          | Grambling State        |
| 117    | George Reynolds  | Stati Uniti | Detroit Pistons        | Houston                |
| 130    | Al Cueto         | Cuba        | Seattle SuperSonics    | Tulsa                  |
| 132    | Al Smith         | Stati Uniti | Chicago Bulls          | Bradley                |
| 146    | Larry Bergh      | Stati Uniti | Chicago Bulls          | Weber State            |
| 147    | Justus Thigpen   | Stati Uniti | San Diego Rockets      | Weber State            |
| 155    | Jerry McKee      | Stati Uniti | Baltimore Bullets      | Ohio                   |
| 166    | Jack Gillespie   | Stati Uniti | Los Angeles Lakers     | Montana State          |
| 167    | Fatty Taylor     | Stati Uniti | Philadelphia 76ers     | La Salle               |
| 175    | Billy Evans      | Stati Uniti | Boston Celtics         | Boston College         |
| 187    | Mack Calvin      | Stati Uniti | Los Angeles Lakers     | Southern California    |
| 214    | Grady O'Malley   | Stati Uniti | Atlanta Hawks          | Manhattan              |
| 215    | Brian Heaney     | Canada      | Baltimore Bullets      | Acadia                 |